# 6b8b-Code
Der 6b8b-Code ist ein Leitungscode, der sechs Bit auf acht Bit abbildet und vier Steuerzeichen zulässt. Er wurde im Jahr 2004 von Albert Xavier Widmer bei IBM erfunden. Jedes gültige Codewort enthält bei diesem Code genau vier Nullen und vier Einsen. Jedes Codewort ist somit ausgeglichen und jeder Ein-Bit-Fehler führt zu einem ungültigen Codewort. Der 6b8b-Code ist von jenen der Form {2n}b{2n+2}b mit n = 3 der längste mögliche Code mit diesen Eigenschaften.
Die Anzahl der möglichen Codeworte errechnet sich zu {\displaystyle {\binom {2n+2}{n+1}}={\frac {8\cdot 7\cdot 6\cdot 5}{1\cdot 2\cdot 3\cdot 4}}=70}. Die zusätzlich möglichen 70 − 64 = 6 Codeworte sind entweder verboten oder Steuerzeichen. Die längste Folge gleicher Zeichen ergibt sich zu sechs, wenn zwei solche Codeworte aufeinander folgen, dass das erste mit denselben drei Zeichen endet mit denen das Nächste beginnt. Da eine solche Folge von sechs gleichen Zeichen nur auftreten kann, wenn genau drei am Ende auf genau drei am Anfang treffen, ist beim Auftreten einer solchen Folge eindeutig, wo die Codewortgrenze liegt. Die größte mögliche Abweichung von der Ausgeglichenheit ist 3 Zeichen.
Für 48 der 62(???) zulässigen Codeworte gibt es eine regelbasierte Zuordnung. Die restlichen 22 Codeworte, die Eingaben mit hoher Unausgeglichenheit zugeordnet sind, beginnen zwar alle mit denselben zwei Bit, sind aber ansonsten einer Tabelle zu entnehmen.